# Tapinoma heyeri
Tapinoma heyeri este o specie de furnici din genul Tapinoma. Descrisă de  Forel în 1902, specia este endemică în Brazilia.